# 下関市消防局
下関市消防局（しものせきししょうぼうきょく）は、山口県下関市の消防部局（消防本部）。
局内には下関市・美祢市消防指令センターが設置されており、本市だけでなく美祢市を含めた全域の119番通報を一括受信している。

## 沿革
- 2005年2月13日　下関市、豊浦郡菊川町、豊田町、豊浦町および豊北町の新設合併により、新・下関市が発足する。
  - 下関地区広域行政事務組合消防本部を解散し、下関市消防局を開設する。
- 2008年4月　本部に高度救助隊を配置した。
- 2011年3月17日　東北地方太平洋沖地震に伴う東日本大震災に対して消防庁の派遣要請を受けて、緊急消防援助隊を派遣。
- 2013年10月　美祢市と消防指令業務の共同運用を開始。下関市消防局内に下関市・美祢市消防指令センターが開設。
- 2014年8月21日　平成26年8月豪雨による広島市の土砂災害に対して消防庁の派遣要請を受けて、広島県広島市に緊急消防援助隊を派遣。

## 組織
- 本部 - 総務課、警防課、予防課、情報指令課
- 消防署

## 主力機械
2020年4月1日現在
- 消防ポンプ自動車：5
- 水槽付消防ポンプ自動車：12
- 化学消防車：2
- 救急自動車：13
- 救助工作車：3
- 大型水槽車：2
- はしご付消防自動車：3
- その他：27

## 消防署
| 消防署       | 住所                       | 出張所                             |
| ------------ | -------------------------- | ---------------------------------- |
| 東消防署     | 長府八幡町1-14             | 小月：小月茶屋2-3-5                |
| 中央消防署   | 下関市岬之町17-1           | なし                               |
| 西消防署     | 彦島本村町6-1-2            | なし                               |
| 北消防署     | 綾羅木新町4-3-12           | 勝山：秋根西町1-5-10               |
| 豊浦西消防署 | 豊浦町大字吉永字堀越1875   | 豊北：豊北町大字滝部字柿別当3140-1 |
| 豊浦東消防署 | 豊田町大字殿敷字柳瀬1886-3 | 菊川：菊川町大字上岡枝字橋本772-2  |

## 不祥事
- 2018年7月 - 豊浦東消防署菊川出張所の男性消防士長（38歳）が、7月30日に下関市内の金融機関で他人に譲渡する目的で口座を開設し、預金通帳1通とキャッシュカード1枚を詐取した。開設された口座は別の詐欺事件の被害金の振込先として使われていた。2020年1月14日、山口県警下関警察署は男性消防士長を詐欺容疑で逮捕。男性消防士長は「間違いない」と容疑を認めているという。下関警察署は、複数の口座を第三者へ譲渡した可能性があるとみて調べている[1]。
- 2020年2月 - 豊浦西消防署豊北出張所の男性消防司令補（43歳）が、2月18日、自宅で酒を飲んだ後、パチンコ店に行き、他の客のメダルを盗んだ。9月3日、男性消防司令補は停職（2ヵ月）の懲戒処分となった。また、管理監督責任を問い、同署の署長を管理不十分として口頭で厳重注意とした[2]。